# Province du Canada
Ne pas confondre avec les actuelles provinces du Canada.
Pour les articles homonymes, voir Canada (homonymie).
10 février 1841 – 1er juillet 1867
(26 ans, 4 mois et 21 jours)
Entités précédentes :
- Bas-Canada
- Haut-Canada

Entités suivantes :
- Canada

La Province du Canada (également surnommée Canada-Uni) était une colonie de l'Amérique du Nord britannique qui exista de 1841 à 1867. Elle est issue de l'union entre les colonies du Haut-Canada et du Bas-Canada, qui deviennent respectivement les régions du Canada-Ouest et du Canada-Est. La proclamation de l'Acte d'Union, le 10 février 1841, crée une administration centralisée sous la gouverne d'un gouverneur général et d'une seule chambre basse, l'Assemblée législative de la province du Canada. Son territoire s'étend sur ce qui est aujourd'hui des portions des provinces canadiennes de l'Ontario, du Québec et de Terre-Neuve-et-Labrador.
La province du Canada existe jusqu'en 1867, date à laquelle son territoire est intégré avec les colonies britanniques voisines de la Nouvelle-Écosse et du Nouveau-Brunswick au sein de la Confédération canadienne. Cette fédération prend le nom de dominion du Canada, un pays indépendant membre de l'Empire britannique.

## Géographie

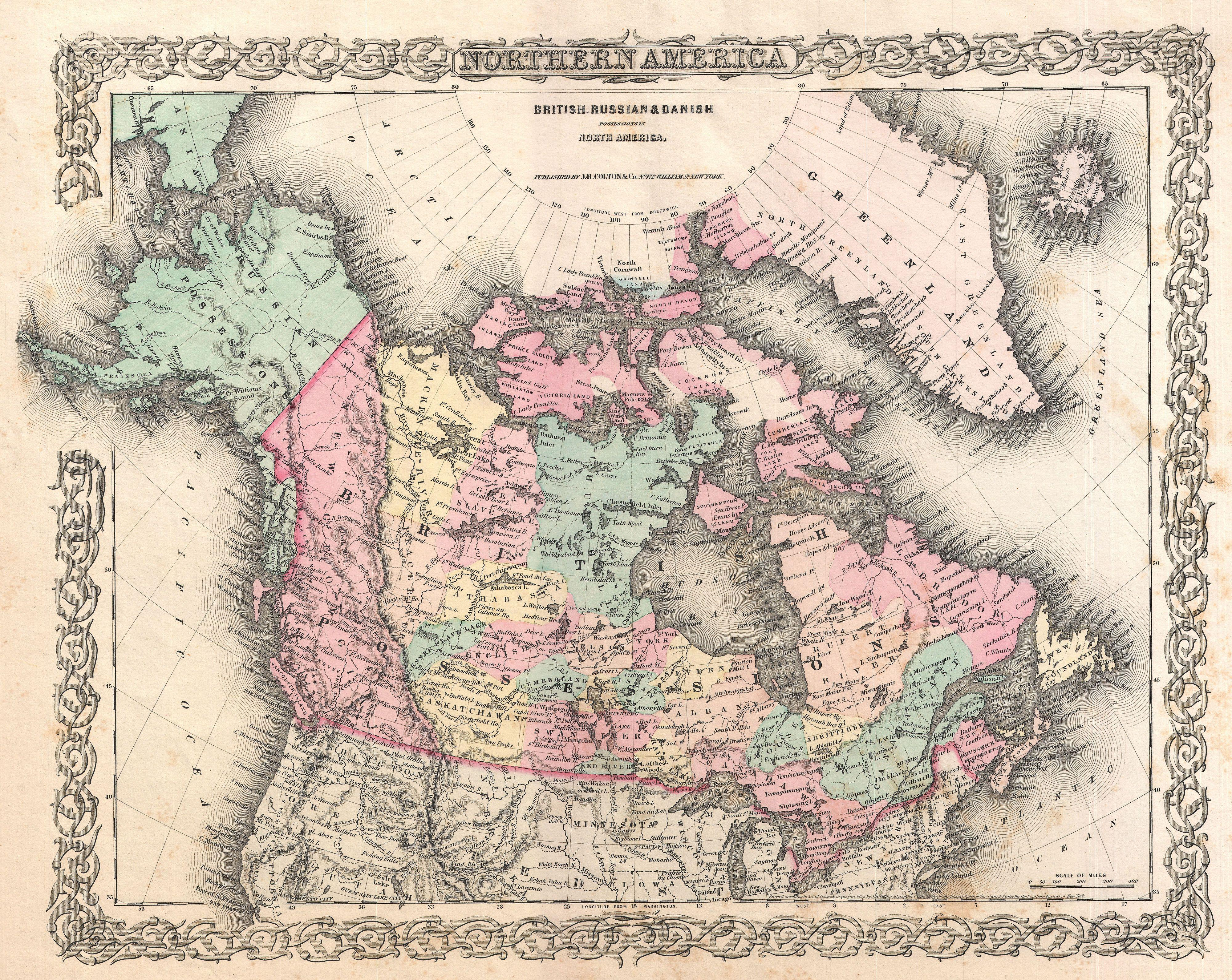
Carte de l'Amérique septentrionale de 1855, par Joseph Colton, montrant les parties Canada-Est et Canada-Ouest.

La province du Canada reprend intégralement le territoire occupé par les deux anciennes provinces qu'elle englobe : le Bas-Canada et le Haut-Canada. La frontière entre les deux est la rivière des Outaouais. Le Canada-Uni divise officiellement son territoire par les termes Canada-Est et Canada-Ouest. Cependant, l'ancienne appellation continue d'être employée oralement et dans les textes de loi.
Les entités territoriales voisines sont les suivantes : Terre de Rupert (au nord), les colonies de Terre-Neuve et du Nouveau-Brunswick (à l'est) et les États-Unis (au sud). 

## Histoire

### Une union pour minoriser et assimiler les francophones

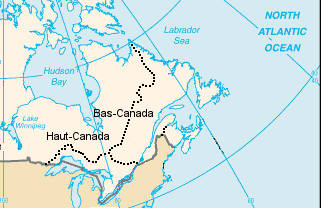
L'Acte d'Union fusionne les provinces du Bas-Canada, majoritairement francophone, et du Haut-Canada, anglophone.

La création de la province du Canada est motivée par le Rapport sur les affaires de l'Amérique du Nord britannique, rédigé par lord Durham. Ce dernier est nommé en 1838 par le pouvoir britannique pour mener une enquête sur les rébellions de 1837 et 1838 qui touchèrent les colonies du Bas-Canada et du Haut-Canada. Dans son rapport, il met en cause les francophones du Bas-Canada, issus de la Nouvelle-France, dont la culture distincte ébranle la prospérité de l'empire dans la région. Selon lui, la solution réside dans l'assimilation culturelle. Ce projet se formule par l'union des deux provinces afin d'amoindrir le pouvoir politique du Bas-Canada.
En 1840, l'Acte d'Union est adopté par le Parlement du Royaume-Uni. La nouvelle province est officiellement créée le 10 février 1841. L'article 41 de l'Acte spécifie que l'anglais est la seule langue officielle. Par ailleurs, la province est dirigée principalement par un gouverneur général, lequel s'adjoint d'un conseil exécutif et d'un conseil législatif, majoritairement issus de l'élite conservatrice anglophone. La capitale choisie est Kingston, à mi-chemin entre les deux plus grandes villes de la colonie. Elle est transférée à Montréal quatre ans plus tard.

### Établissement d'un gouvernement responsable
La population élit cependant l'Assemblée législative de la province du Canada, composée de 84 députés (42 pour chaque région). Dans cette chambre, des réformistes poussent l'idée de l'établissement d'un gouvernement responsable, où les représentants du peuple pourront véritablement diriger le gouvernement. Ce désir d'autonomie forge une alliance entre francophones et anglophones, au désarroi de la politique britannique d'assimilation. Les réformistes sont portés au pouvoir en 1842. L'attitude réfractaire du gouverneur Charles Metcalfe suscite la démission en bloc de ce gouvernement. L'acquisition de la responsabilité ministérielle aboutit finalement en mars 1848, historiquement grâce à l'alliance entre Louis-Hippolyte Lafontaine et Robert Baldwin. Cette même alliance permet de redonner à la langue française son statut de langue officielle aux côtés de l'anglais.
Leur gouvernement réussit à faire adopter une loi pour indemniser les victimes du Bas-Canada lors du conflit de 1837. Ces mesures sèment la colère chez les tories, qui voient dans cette mesure une protection des francophones dans une colonie se voulant culturellement britannique. Le gouverneur Elgin est coincé entre les supporters de l'Empire et son devoir de respecter la responsabilité ministérielle. Il finit par sanctionner la loi, ce qui provoque la révolte des pro-britanniques. Le 25 avril 1849, ceux-ci incendient l'hôtel du parlement à Montréal. La même année, un mouvement pour l'annexion du Canada aux États-Unis prend de l'ampleur. Cependant, le modèle de gouvernement responsable tient le coup. À partir de ce moment, la capitale déménage en alternance entre Toronto et Québec.

### Nouvelle dynamique politique

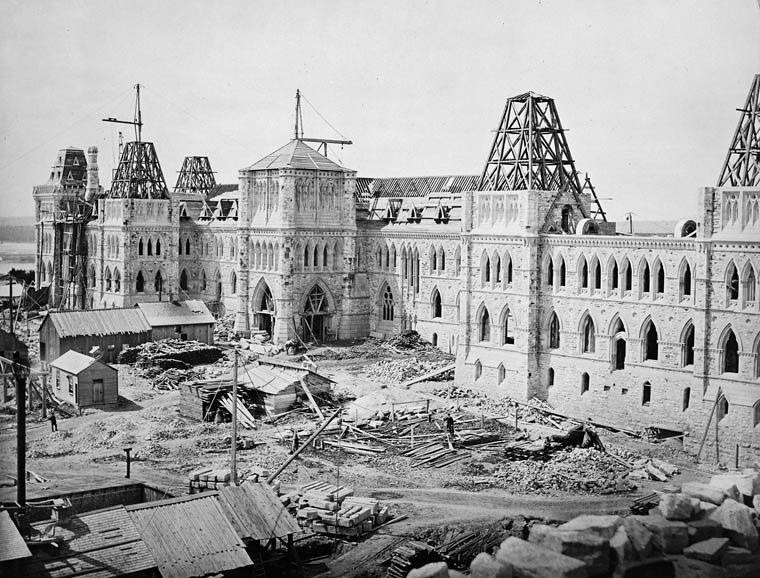
Construction de la Colline du Parlement, en 1863.

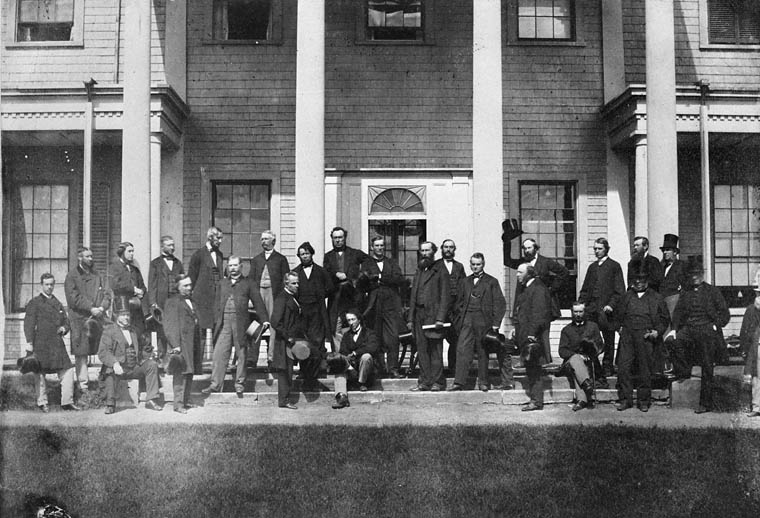
Conférence de Charlottetown, en 1864.

Vers 1850, la population de l'Ouest surpasse celle de l'Est. Les anglophones sont majoritaires pour la première fois au Canada. Cependant, l'assimilation s'avère plus difficile que prévu. Même s'il n'existe qu'un seul Parlement, les organes du gouvernement sont divisés selon les deux langues (anglais et français), les deux religions pratiquées (catholicisme et protestantisme) et les deux systèmes de justice (common law et Coutume de Paris). L'Ouest connaît un essor industriel tandis que l'Est conserve un mode de vie rural. Cependant, une pénurie en terres agricoles pousse des dizaines de milliers de résidents du Canada-Est à émigrer dans les villes industrielles de la Nouvelle-Angleterre, au sud.
Le traité de réciprocité canado-américain est adopté en 1854. Le 22 juin 1854, le régime seigneurial issu de la Nouvelle-France est aboli. Vers la fin des années 1850, la province est plongée dans une impasse politique car aucun gouvernement ne parvient à obtenir une majorité à l'Assemblée. En 1856, l'emplacement définitif de la capitale doit être déterminé afin d’atténuer les rivalités. Ottawa (alors désignée Bytown) est choisie par décision de la reine Victoria en octobre 1857 et les travaux de construction de la colline du Parlement débuteront vers 1860. Néanmoins, le gouvernement n'y siègera qu'en 1866, peu avant le démantèlement de la province du Canada.
En 1864, un gouvernement de coalition est constitué. Son principal cheval de bataille est la mise en place d'un État fédéral regroupant les provinces britanniques d'Amérique du Nord. La province délègue des représentants lors des conférences de Charlottetown, de Québec (1864) et de Londres (1866). John Alexander Macdonald, vice-premier ministre de la province et futur 1er premier ministre du Canada, rédige en majeure partie la Constitution du Canada. La province disparaît officiellement le 1er juillet 1867, date d'entrée en vigueur de la Loi constitutionnelle de 1867. À l'intérieur de la nouvelle fédération, le Canada-Ouest devient la province de l'Ontario tandis que le Canada-Est devient la province de Québec.

## Politique
La politique dans la province du Canada est caractérisée par deux types de lutte : celle entre anglophones et francophones et celle entre réformistes et conservateurs.

### Premier ministre
De 1840 à 1848, le gouverneur général a le privilège de nommer les membres du Conseil exécutif (en). Parmi les membres de ce ministère non-élu, un homme est appelé à occuper la fonction de chef de gouvernement. En raison de la réalité géographique et politique du Canada-Uni, le poste de « premier ministre » est occupé en tandem par un représentant du Canada-Ouest et un représentant du Canada-Est. Un seul des deux porte officiellement le titre, alors que l'autre est désigné comme son intermédiaire (co-premier ministre, vice-premier ministre, premier ministre associé, etc). Dans les faits, la fonction est doublée par la désignation de « premier ministre du Canada-Ouest » et de « premier ministre du Canada-Est », bien que ces deux régions, au sein du Canada-Uni, ne soient pas de réelles entités politiques. À partir de 1848, année d'accession à la responsabilité ministérielle, le Conseil exécutif et ses chefs sont choisis en fonction de l'Assemblée législative.

## Démographie
| Année   | Population du Canada-Ouest | Population du Canada-Est   |
| ------- | -------------------------- | -------------------------- |
| 1841    | 455 688                    | ND                         |
| 1844    | ND                         | 697 084                    |
| 1848    | 725 879                    | 765 797-786 693 estimation |
| 1851-52 | 952 004                    | 890 261                    |
| 1860-61 | 1 396 091                  | 1 111 566                  |

- Source: Statistique Canada, recensements du Canada 1665 à 1871.

## Note
1. ↑  James Maurice Stockford Careless; John Tattrie, « Gouvernement responsable » dans L'Encyclopédie canadienne, Historica Canada, 1985–. Publié le 24 juillet 2015.  (consulté le 16 septembre 2019).
2. ↑  « Loi d'indemnisation pour le Bas-Canada » dans L'Encyclopédie canadienne, Historica Canada, 1985–.   (consulté le 16 septembre 2019).
3. ↑  « Canada-Ouest » dans L'Encyclopédie canadienne, Historica Canada, 1985–.   (consulté le 16 septembre 2019).
4. ↑  L'Union de 1840 et la Confédération de 1867 (1840-1960) : Apprendre à vivre en minorité.